# IHF Super Globe 2021
Der IHF Men’s Super Globe wurde vom 5. bis 9. Oktober 2021 in der King Abdullah Sport City Hall in Jeddah, Saudi-Arabien, ausgetragen.

## Teilnehmer
Für die Teilnahme an der 14. Austragung des Turniers qualifizierten sich die folgenden Mannschaften:
- FC Barcelona als Titelverteidiger[1]
- Aalborg Håndbold als Zweiter der EHF Champions League 2020/21 (der Erste, Barcelona, war bereits als Titelverteidiger qualifiziert)[1]
- SC Magdeburg als Sieger der EHF European League 2020/21 per Wildcard[1][2]
- al-Duhail SC als Sieger der Asian Men’s Club League Handball Championship 2020[1]
- Sydney University HC als Vertreter Ozeaniens[1]
- San Francisco CalHeat als Sieger der Nordamerikanischen und karibischen Handball-Vereinsmeisterschaft der Männer 2021[1]
- Esporte Clube Pinheiros als Sieger der Süd- und zentralamerikanischen Handball-Vereinsmeisterschaft der Männer 2021[1]
- Zamalek SC als Sieger des Africa Men’s Handball Super Cup 2021[3]
- al-Wahda als Gastgeberteam[1]
- Al-Noor als Gastgeberteam[1]

## Spiele

### Qualifikation für das Viertelfinale
| Sydney University HC | – | SC Magdeburg          | 20:32 (12:17) |
| al-Wahda             | – | San Francisco CalHeat | 29:20 (13:06) |

### Viertelfinale
| al-Duhail SC     | – | SC Magdeburg            | 23:35 (09:16) |
| Aalborg Håndbold | – | al-Wahda                | 38:27 (19:10) |
| Al-Noor          | – | Esporte Clube Pinheiros | 33:34 (16:19) |
| FC Barcelona     | – | Zamalek SC              | 36:32 (18:17) |

### Runde Platz 5–10
In der Platzierungsrunde wurden die Plätze 5–10 ermittelt. In zwei Gruppen traten je drei Teams in Spielen jeder gegen jeden an. Auf der Basis der bei den Gruppenspielen erzielten Punkte, ggf. der Tordifferenz oder zuletzt der Zahl der erzielten Tore belegen die Gruppenersten die Plätze 5 bzw. 6, die Zweiten der Gruppen die Plätze 7 bzw. 8 und die Gruppenletzten die Plätze 9 bzw. 10.

#### Gruppe A
| San Francisco CalHeat | – | Al-Noor               | 24:30 (10:14) |
| al-Duhail SC          | – | San Francisco CalHeat | 30:23 (16:14) |
| Al-Noor               | – | al-Duhail SC          | 22:38 (11:19) |
| Pl. | Verein                | Sp. | S | U | N | Tore    | Diff. | Punkte |
| --- | --------------------- | --- | - | - | - | ------- | ----- | ------ |
| 1.  | al-Duhail SC          | 2   | 2 | 0 | 0 | 068:450 | +23   | 04:00  |
| 2.  | Al-Noor               | 2   | 1 | 0 | 1 | 052:620 | −10   | 02:20  |
| 3.  | San Francisco CalHeat | 2   | 0 | 0 | 2 | 047:600 | −13   | 00:40  |

#### Gruppe B
| Sydney University HC | – | Zamalek SC           | 19:38 (07:18) |
| al-Wahda             | – | Sydney University HC | 26:26 (17:08) |
| Zamalek SC           | – | al-Wahda             | 42:22 (19:10) |
| Pl. | Verein               | Sp. | S | U | N | Tore    | Diff. | Punkte |
| --- | -------------------- | --- | - | - | - | ------- | ----- | ------ |
| 1.  | Zamalek SC           | 2   | 2 | 0 | 0 | 080:410 | +39   | 04:00  |
| 2.  | Sydney University HC | 2   | 0 | 1 | 1 | 045:640 | −19   | 01:30  |
| 3.  | al-Wahda             | 2   | 0 | 1 | 1 | 048:680 | −20   | 01:30  |

### Halbfinale
Die Spiele im Halbfinale wurden am 7. Oktober 2021 ausgetragen.
| SC Magdeburg            | – | Aalborg Håndbold | 32:30 (18:18) |
| Esporte Clube Pinheiros | – | FC Barcelona     | 24:39 (16:23) |

### Spiel um Platz 3
Das Spiel um Platz 3 wurde am 9. Oktober 2021 ausgetragen.
| Aalborg Håndbold | – | Esporte Clube Pinheiros | 34:29 (19:11) |

### Finale
Das Finalspiel wurde am 9. Oktober 2021 ausgetragen.
| SC Magdeburg | – | FC Barcelona | 33:28 (19:16) |

## Abschlussplatzierungen
| Rang | Mannschaft              |
| ---- | ----------------------- |
| 01   | SC Magdeburg            |
| 02   | FC Barcelona            |
| 03   | Aalborg Håndbold        |
| 04   | Esporte Clube Pinheiros |
| 05   | Zamalek SC              |
| 06   | al-Duhail SC            |
| 07   | Al-Noor                 |
| 08   | Sydney University HC    |
| 09   | al-Wahda                |
| 10   | San Francisco CalHeat   |